# Secchia

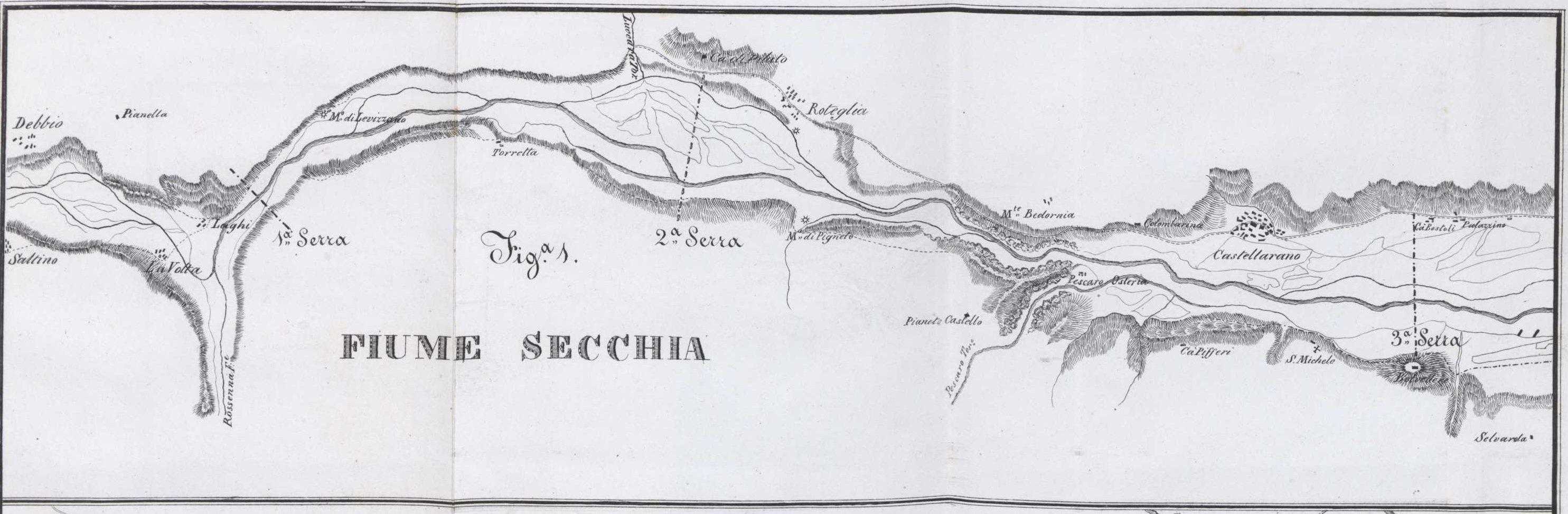
Secchia, 1847

Die Secchia ist ein rechter Nebenfluss des Po in den italienischen Regionen Emilia-Romagna und Lombardei. 
Sie hat eine Länge von 172 km und ein Einzugsgebiet von 2292 km². Die Wasserführung beträgt im Schnitt 25,6 m³/s. Nach dem Fluss ist die Kleinstadt Prignano sulla Secchia benannt.